# Пресування металу

Пряме пресування

Зворотне пресування

Пресува́ння мета́лу — спосіб обробки тиском, який полягає у видавлюванні (екструдуванні) металу із замкнутої порожнини (контейнера) крізь отвір матриці, форма і розміри якого визначають переріз пресованого профілю.

## Загальний опис
Пресування – процес, за якого нагріту заготовку, укладену в замкнену форму, вичавлюють крізь отвір меншого перерізу. Пресуванням можна отримати складні профілі різного перерізу. Вихідним матеріалом для пресування сталевих профілів слугують прокатні заготовки, для виробів з кольорових металів і їхніх сплавів – злитки. Під час пресування створюється високий гідростатичний тиск, внаслідок чого значно підвищується пластичність металу. 
Вироби, виготовлені пресуванням, у багато разів перевершують за точністю розміри виробів, отриманих вальцюванням. Пресування здійснюється двома способами: прямим і зворотним. Для прямого пресування, нагріту до певної температури заготовку поміщають у замкнуту порожнину контейнера. Тиск пресу передається на заготовку пуансоном через прес-шайбу. В такий спосіб, метал вичавлюється крізь отвір матриці, яка укріплена в матриці-тримачі.
У разі зворотного способу пресування, контейнер замкнений з одного кінця натискною шайбою, а тиск пресу на заготовку здійснюється через пуансон і матрицю. Отож, метал тече назустріч руху матриці з пуансоном.
Спосіб прямого пресування більш поширений, ніж зворотний. Він продуктивніший, і виріб має при цьому поверхню кращої якості, а тому в багатьох випадках може конкурувати з прокатуванням.
Пресуванням отримують прутки різного профілю й труби. Для отримання прутків частіше користуються зворотним методом пресування.
Пресуванням можна обробляти матеріали, що не піддаються обробці іншими способами (вальцюванням, куванням, волочінням). 
Основні відмінності методів пресування металу:
- пряме пресування металу (напрям руху металу збігається з напрямом руху прес-шайби);
- зворотне пресування (метал плине назустріч руху матриці, яка виконує також завдання прес-шайби).

## Пряме пресування
Під час прямого пресування, прес-шайба передає тиск на заготовку, що міститься в контейнері. У цьому разі метал заготовки видавлюється в отвір матриці, закріпленої в матрицетримачі, і утворює профіль. Швидкість витікання профілю в стільки разів перевищує швидкість руху прес-штемпеля (швидкість пресування), у скільки разів площа перетину порожнини контейнера більша за площу отвору в матриці. Відношення згаданих площ називається коефіцієнтом витяжки. При пресуванні труби з прямим закінченням метал заготовки видавлюється в кільцевий зазор між матрицею і голкою, утворюючи трубу заданої конфігурації. У цьому разі, заготовка переміщається не лише відносно контейнера, але й відносно голки.
Під час прямого пресування, внаслідок тертя металу об поверхню контейнера, поверхневі шари заготовки витримують значно вищі зсувні спотворення, ніж центральні шари. Нерівномірність деформації, призводить до відмінності структури і властивостей по перерізу виробу; особливо помітно це у разі пресування прутків великого діаметра.
Це найбільш поширений спосіб пресування.

## Зворотне пресування
Коли виконують зворотнє пресуванн, силовий вплив на заготовку здійснюється через контейнер, який одержує рух у напрямку, вказаному стрілкою, через укорочений прес-штемпель, що замикає контейнер. З іншого боку контейнер замикається подовженим матрицетримачем, в якому закріплена матриця. Під час переміщення контейнера, разом з ним рухається заготовка, і метал вичавлюється в канал матриці, утворюючи профіль.
При зворотньому пресуванні, тертя металу об поверхню контейнера відсутнє, унаслідок чого нерівномірність структури і властивостей по перерізу виробу значно менша. Водночас, для зворотнього пресування, необхідні значно менші зусилля, завдяки чому потрібні менші температури нагріву і можливе підвищення швидкості процесу.

## Пресування порожнистих профілів
Щоб виготовити порожнистий виріб (трубу) при прямому пресуванні до прес-шайби прикріпляють сталеву голку. Під час робочого руху прес-шайби метал заготовки витісняється в порожнину між матрицею і голкою, утворюючи трубу. При зворотному пресуванні роль елементу, що формує отвір виконує пуансон. Щоб зменшити тертя, на поверхню заготовки та прес-форми наносять мастила (графітову пасту, рідке скло тощо).

Отримання трубчастого профілю прямим пресуванням
Отримання трубчастого профілю зворотним пресуванням
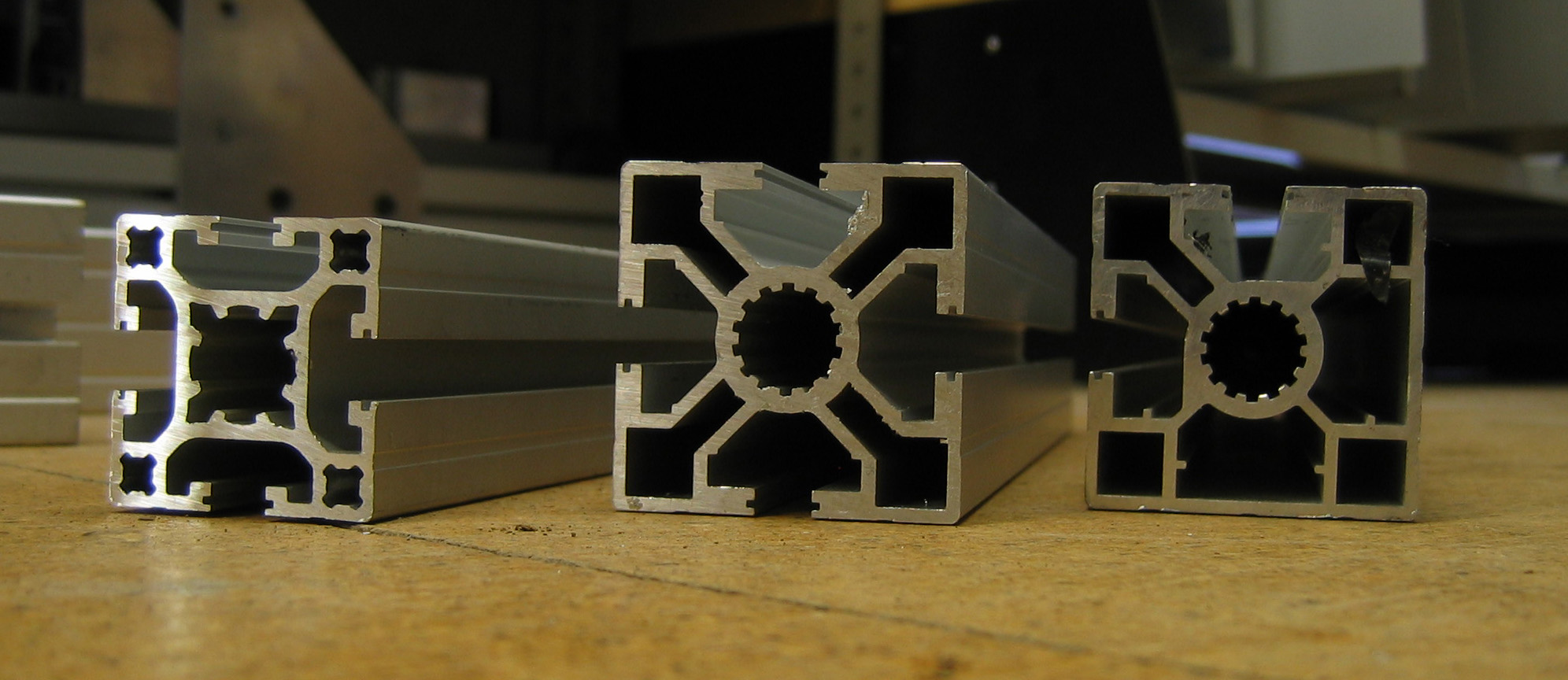
Профілі з алюмінієвого матеріалу, отримані шляхом пресування

Пресування металів здійснюється як з попереднім нагріванням заготовки та інструменту, так і без нього. Холодне пресування (тобто без попереднього нагрівання) використовують для обробки м'яких металів (олова, свинцю, чистого алюмінію). Холодне гідростатичне пресування (гідроекструзія) унаслідок достатньо високого тиску і відсутності тертя заготовки об поверхню контейнера, дозволяє обробляти й інші метали та сплави (дюралюміній, мідні сплави, сталі). Гарячим пресуванням отримують вироби з різних металів і сплавів: алюмінієвих, титанових, мідних, нікелевих, а також тугоплавких металів. Найвищі температури нагрівання заготовок (до 1600—1800 °С) використовують для пресування вольфраму та молібдену.